# Szilvia svéd királyné
Szilvia svéd királyné (szül. Silvia Renate Sommerlath) (Heidelberg, 1943. december 23. –) XVI. Károly Gusztáv svéd király felesége, és a trónörökös, Viktória svéd királyi hercegnő édesanyja.

## Élete
Szülei Walther Sommerlath német üzletember és brazil felesége, Alice Soares de Toledo voltak.
Silvia és Károly Gusztáv az 1972-es müncheni olimpián találkoztak. Eljegyzésüket 1976. március 12-én jelentették be a stockholmi királyi palotában, és ugyanazon év június 19-én házasodtak össze.
Három gyermekük született:
- Viktória koronahercegnő (1977. július 14. –)
- Károly Fülöp herceg (1979. május 13. –)
- Madeleine hercegnő (1982. június 10. –)[1]

Királyi Monogramja